# Blutpflaume

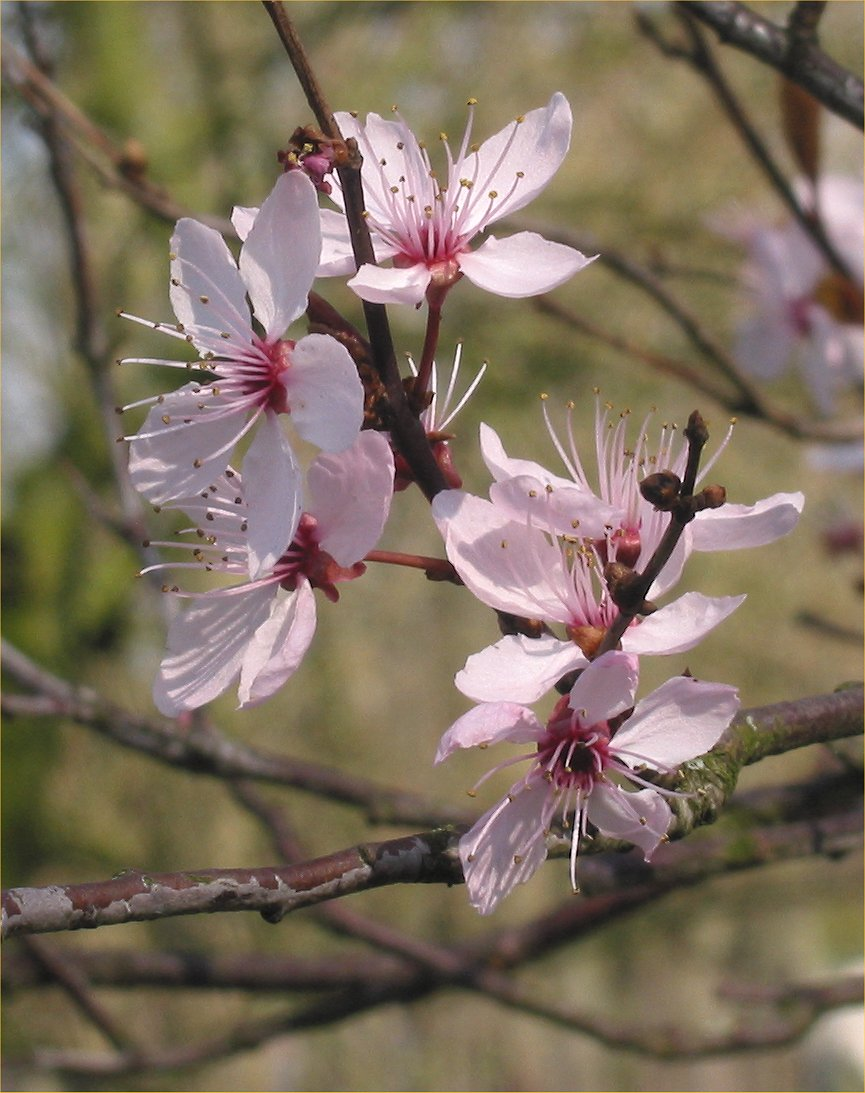
Blüte von Prunus cerasifera 'Nigra'

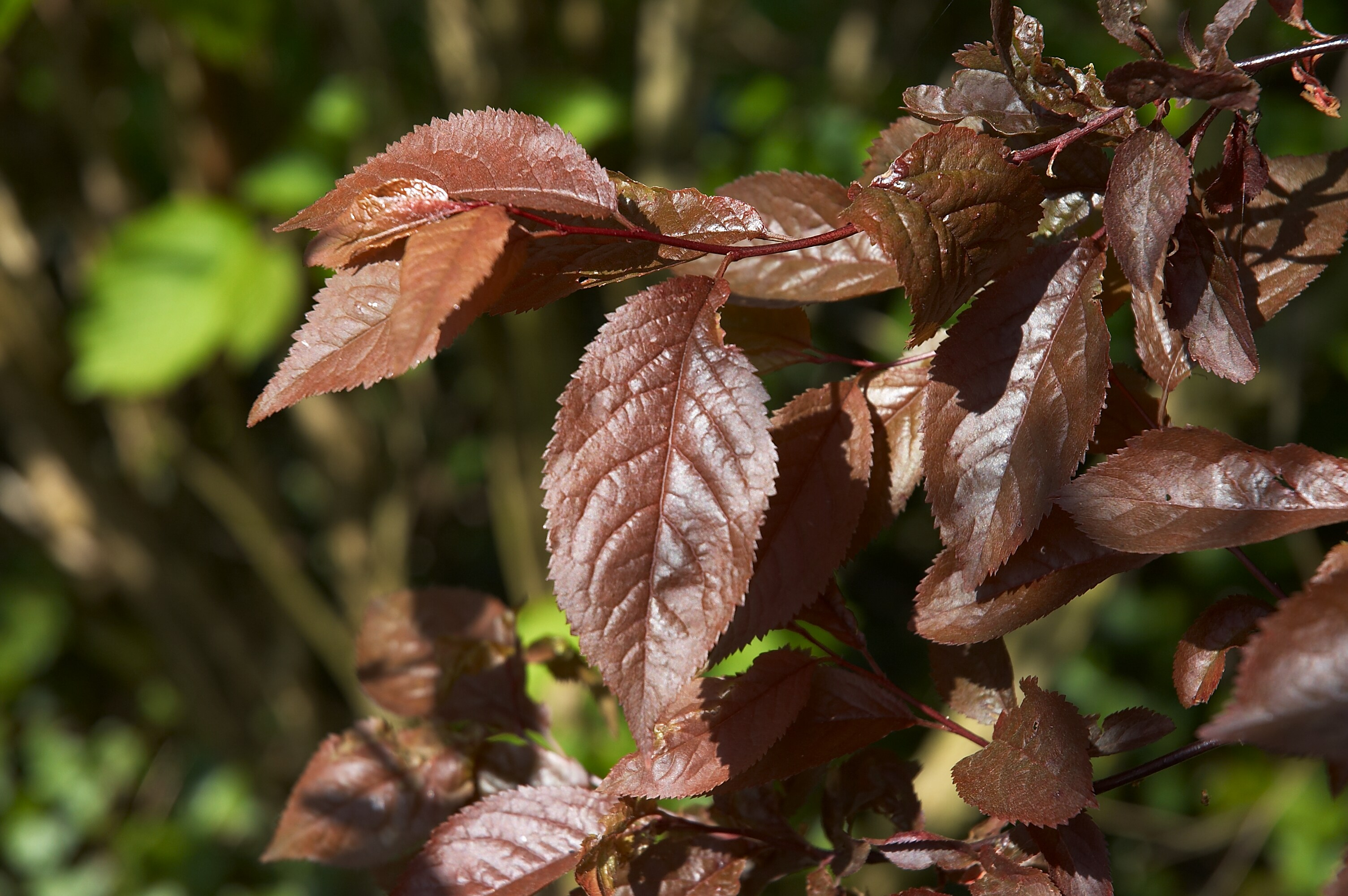
Blätter von Prunus cerasifera 'Nigra'

Als Blutpflaume bezeichnet man rotlaubige Cultivare der Kirschpflaume (Prunus cerasifera) sowie rotlaubige Sorten, die aus Kreuzungen der Kirschpflaume mit verwandten Arten entstanden sind. Bei den häufig als Ziergehölz verwendeten Pflanzen handelt es sich meist um die Sorte 'Nigra'. Entstanden ist die Blutpflaume vermutlich aus einer 1880 aus Persien nach Frankreich gebrachten Pflanze der Kirschpflaume. Verwechseln kann man sie wegen des roten Laubs weniger als andere Kirschpflaumen mit den artverwandten Mirabellen.

## Beschreibung
Die Blutpflaume wächst, ähnlich wie die Kirschpflaume, als größerer Strauch oder als kleiner bis mittelhoher Baum. Er wird maximal 15 m hoch. Die Wuchsform der als Ziergehölz kultivierten Pflanzen kann leicht durch gezieltes Stutzen beeinflusst werden. Im Handel werden sowohl strauchförmige Pflanzen als auch Halb- oder Hochstämme angeboten.
Die Blätter sind im Unterschied zur Kirschpflaume karminrot bis schwarz-rot gefärbt. Ältere Sorten zeigen beim Blattaustrieb im Frühjahr eine lebhafte Rotfärbung, die später im Jahr vergrünt; neuere Züchtungen zielen auf eine ganzjährig intensive Färbung der Blätter.
Die Blüten der Blutpflaume entfalten sich zur gleichen Zeit wie die Blätter (April–Mai), im Unterschied zur rein weißen Färbung der Blüten der Kirschpflaume besitzen sie entweder eine weiße Farbe mit rosa Staubgefäßen oder eine rosa Färbung.
Nachdem die Pflanze Ende April bis Anfang Mai abgeblüht ist, entwickeln sich essbare und wohlschmeckende Kirschfrüchte (Steinobst). Sie sehen aus wie ganz normale Pflaumen, sind aber etwas kleiner. Die im Kern enthaltenen Samen enthalten Cyanide wie alle Pflaumen.

## Sorten
In Baumschulen bzw. Gärtnereien sind verschiedene Sorten gewöhnlicher Blutpflaumen und eine schwachwüchsige Zwergform erhältlich:
- Pissardii, Synonyme: 'Atropurpurea', Prunus pissardii Carrière

Diese Form wurde etwa um 1880 von Pissard aus Persien zunächst nach Frankreich eingeführt, alle anderen Blutpflaumen sind durch Züchtung aus dieser Sorte entstanden. Sie ist heute nur noch selten im Handel erhältlich. Die Blätter sind größer als beim Typ; sie sind rotbraun gefärbt; die Tönung verblasst allerdings im Jahresverlauf etwas. Die zwei Zentimeter breiten Blüten sind weiß mit allenfalls ganz leichtem Rosaton; sie erscheinen vor den Blättern im April. Die purpurroten Früchte sind drei Zentimeter groß und kugelig.
- Hessei

Etwa 1906 bot die Baumschule Hesse aus Weener diese strauchförmig wachsende Sorte an, sie ist heute noch gelegentlich im Handel zu finden. Dabei soll es sich um eine Trichimäre handeln, also um eine Pflanze, deren Gewebe sich aus drei genetisch verschiedenen Pflanzen zusammensetzt (Pohlheim F. 1970: Prunus pissardii 'Hessei' - eine Trichimäre. - Flora 159: 435–449).
- Woodii

Diese Sorte lässt sich bis ins Jahr 1910 zurückverfolgen, als sie von der Baumschule Späth verkauft wurde. Sie ist praktisch nicht von der Sorte 'Nigra' zu unterscheiden.
- Nigra

Diese um 1916 aus den USA eingeführte Form hat tief schwarzrote Blätter, die auch im Herbst ihren satten Farbton behalten. Die Blüten sind rosa. Die meisten als „Blutpflaume“ bezeichneten Pflanzen gehören zu dieser Sorte.
- Trailblazer, Synonym: 'Hollywood'

Eine Kreuzung zwischen Prunus salicina 'Shiro' und Prunus cerasifera 'Pissardii', entstanden 1947 in den USA, ab 1954 im Handel, auch heute noch häufig erhältlich, zeichnet sich durch große, wohlschmeckende Früchte aus, daher auch „Großfruchtige Blutpflaume“ genannt
- Prunus x cistena

Bei der schwachwüchsigen Zwergblutpflaume (Prunus × cistena) handelt es sich um eine Hybride aus Prunus pumila und Prunus cerasifera 'Pissardii'. Die Kreuzung wurde 1906 von Dr. Niels E. Hansen in den USA durchgeführt, die Pflanzen kamen 1910 in den Handel.